# Interkontinentální pohár 1967
Osmý ročník Interkontinentálního poháru byl odehrán ve dnech 18. října, 1. listopadu a 4. listopadu 1967. Ve vzájemném dvouzápase se střetli vítěz Poháru mistrů evropských zemí 1966/67, Celtic FC, a vítěz Poháru osvoboditelů 1967, Racing Club. Vítězem se stal argentinský klub, který zvítězil v dodatečném třetím utkání na neutrální půdě v Montevideu 1:0.

## 1. zápas
| 18. října 1967 |        |             |                                                                 |
| Celtic FC      | 1 : 0  | Racing Club | Hampden Park, Glasgow diváci: 83,437 rozhodčí: Juan Gardeazábal |
| McNeill 69'    | report |             | Hampden Park, Glasgow diváci: 83,437 rozhodčí: Juan Gardeazábal |

## 2. zápas
| 1. listopadu 1967      |        |             |                                                                  |
| Racing Club            | 2 : 1  | Celtic FC   | El Cilindro, Avellaneda diváci: 120,000 rozhodčí: Esteban Marino |
| Raffo 34' Cárdenas 48' | report | 23' Gemmell | El Cilindro, Avellaneda diváci: 120,000 rozhodčí: Esteban Marino |

## 3. zápas
| 4. listopadu 1967 |        |           |                                                                              |
| Racing Club       | 1 : 0  | Celtic FC | Estadio Centenario, Montevideo diváci: 65,172 rozhodčí: Rodolfo Pérez Osorio |
| Cárdenas 55'      | report |           | Estadio Centenario, Montevideo diváci: 65,172 rozhodčí: Rodolfo Pérez Osorio |

## Vítěz
| Interkontinentální pohár 1967 Racing Club (1. vítězství) |